# Cantó de Reims-9
El cantó de Reims-9 és un cantó francès del departament del Marne, situat al districte de Reims. Compta amb part del municipi de Reims.

## Municipis
- Reims (part)

## Història
| Data d'elecció                           | Identitat         | Partit | Qualitat |
| ---------------------------------------- | ----------------- | ------ | -------- |
| 1982-1992                                | Jean-Claude Laval | PS     |          |
| 1992-1995                                | Gilles Ferreira   | RPR    |          |
| 1995-2011                                | Jean-Claude Laval | PS     |          |
| 2011-                                    | Virginie Coez     | PS     |          |
| les dades anteriors no són pas conegudes |                   |        |          |
|                                          |                   |        |          |